# TP-47 Tornio
Tornion Pallo-47, kortweg TP-47, is een Finse voetbalclub uit Tornio, uit de regio Lapland. De club speelt haar thuiswedstrijden in het Pohjanstadion dat plaats biedt aan 5000 toeschouwers. De clubkleur is rood.

## Geschiedenis
TP-47 werd, zoals de naam al doet vermoeden, opgericht in 1947. De club wist tot nu toe nog nooit een prijs te winnen. De club speelde twee seizoen in de Veikkausliiga, op het hoogste niveau, in 2004 en 2005. In 2005 eindigde de ploeg op de veertiende en laatste plaats wat degradatie naar de Ykkönen betekende. In 2009 volgde degradatie naar de Kakkonen en kwam het niet meer terug in de professionele afdelingen.